# Parque nacional Bahuaja Sonene
El parque nacional Bahuaja-Sonene (PNBS) es un área protegida del Perú ubicada en la provincia de Tambopata en el departamento de Madre de Dios y en las provincias de Carabaya y Sandia, en el departamento de Puno. Su extensión es de 1 091 416 ha. Fue creado el 17 de julio de 1996.
Un rápido inventario ecológico realizado por Wildlife Conservation Society (WCS) en el parque nacional Bahuaja Sonene permitió descubrir 365 nuevas especies de flora y fauna. El parque concentra el 25.05 % de las aves y el 33.66 % de mamíferos que se encuentran en el Perú.
El área protege la Pampas del Heath, la única zona de sabana húmeda tropical en el Perú, que contiene vegetación y aguajales (Mauritia flexuosa).
En el parque se ha identificado trescientas cinco especies de aves y la presencia de Blastocerus dichotomus y Chrysocyon brachyurus.

## Objetivo
Protege ecosistemas representativos de los departamentos de Puno y Madre de Dios. En sus 1 092 416 ha, protege ambientes muy variados, ubicados entre los 200 y los 2450 m s. n. m.